# Tour de Francia 1983
El 70.º Tour de Francia se disputó entre el 1 de julio y el 24 de julio de 1983 con un recorrido de 3809 km. dividido en un prólogo y 22 etapas. Participaron 14 equipos de 10 corredores de los que ninguno logró finalizar la prueba con todos sus integrantes. El vencedor cubrió la prueba a una velocidad media de 36,23 km/h.
Esta fue la primera edición del Tour de Francia abierta a ciclistas amateur, lo cual llevó a la participación por primera vez de un equipo colombiano, dirigido por Rubén Darío Gómez. Patrocinio Jiménez terminó 2.º en la clasificación de la montaña, por detrás de Van Impe. En la general, Edgar Corredor fue el mejor clasificado, al terminar 16.º, mientras que Jiménez fue 17.º. Ningún colombiano cosechó ningún triunfo de etapa, si bien sí que estuvieron entre los mejores en las etapas de alta montaña. Jiménez fue 4.º en la 9.ª etapa y 3.º en la 15.ª, la cronoescalada en el Puy de Dôme, mientras que Corredor fue 3.º en Alpe d'Huez y en la cronoescalada a Avoriaz.

## Etapas
| Etapa   | Fecha  | Recorrido                             | Distancia (km) | Ganador             | Líder               |
| ------- | ------ | ------------------------------------- | -------------- | ------------------- | ------------------- |
| Prólogo | 1 jul  | Fontenay-sous-Bois-Fontenay-sous-Bois | 5,5 (CR)       | Eric Vanderaerden   | Eric Vanderaerden   |
| 1.ª     | 2 jul  | Nogent-sur-Marne-Créteil              | 163            | Frits Pirard        | Eric Vanderaerden   |
| 2.ª     | 3 jul  | Soissons-Fontaine-au-Pire             | 100 (CRE)      | Coop-Mercier        | Jean-Louis Gauthier |
| 3.ª     | 4 jul  | Valenciennes-Roubaix                  | 152            | Rudy Matthijs       | Kim Andersen        |
| 4.ª     | 5 jul  | Roubaix-Le Havre                      | 300            | Serge Demierre      | Kim Andersen        |
| 5.ª     | 6 jul  | Le Havre-Le Mans                      | 257            | Dominique Gaigne    | Kim Andersen        |
| 6.ª     | 7 jul  | Châteaubriant-Nantes                  | 58,5 (CR)      | Bert Oosterbosch    | Kim Andersen        |
| 7.ª     | 8 jul  | Nantes-Île d'Oléron                   | 216            | Riccardo Magrini    | Kim Andersen        |
| 8.ª     | 9 jul  | La Rochelle-Burdeos                   | 222            | Bert Oosterbosch    | Kim Andersen        |
| 9.ª     | 10 jul | Burdeos-Pau                           | 207            | Philippe Chevallier | Sean Kelly          |
| 10.ª    | 11 jul | Pau-Bagnères-de-Luchon                | 201            | Robert Millar       | Pascal Simon        |
| 11.ª    | 12 jul | Bagnères-de-Luchon-Fleurance          | 177            | Régis Clère         | Pascal Simon        |
| 12.ª    | 13 jul | Fleurance-Roquefort-sur-Soulzon       | 261            | Kim Andersen        | Pascal Simon        |
| 13.ª    | 14 jul | Roquefort-sur-Soulzon-Aurillac        | 210            | Henk Lubberding     | Pascal Simon        |
| 14.ª    | 15 jul | Aurillac-Issoire                      | 249            | Pierre Le Bigault   | Pascal Simon        |
| 15.ª    | 16 jul | Clermont-Ferrand-Puy-de-Dôme          | 15,6 (CR)      | Ángel Arroyo        | Pascal Simon        |
| 16.ª    | 17 jul | Issoire-Saint-Étienne                 | 144,5          | Michel Laurent      | Pascal Simon        |
| 17.ª    | 16 jul | La Tour-du-Pin-Alpe d'Huez            | 223            | Peter Winnen        | Laurent Fignon      |
| 18.ª    | 20 jul | Bourg-d'Oisans-Morzine                | 247            | Jacques Michaud     | Laurent Fignon      |
| 19.ª    | 21 jul | Morzine-Avoriaz                       | 15 (CR)        | Lucien Van Impe     | Laurent Fignon      |
| 20.ª    | 22 jul | Morzine-Dijon                         | 291            | Philippe Leleu      | Laurent Fignon      |
| 21.ª    | 23 jul | Dijon-Dijon                           | 50 (CR)        | Laurent Fignon      | Laurent Fignon      |
| 22.ª    | 24 jul | Alfortville-París                     | 195            | Gilbert Glaus       | Laurent Fignon      |

CR = Contrarreloj individual
CRE = Contrreloj por equipos

## Clasificación general
| Clasificación general final |              |
| --- | ------------ |
| \| 1. Laurent Fignon Francia \| 105h 07' 52" \| \| 2. Ángel Arroyo España \| + 4' 04" \| \| 3. Peter Winnen Holanda \| + 4' 09" \| \| 4. Lucien Van Impe Bélgica \| + 4' 16" \| \| 5. Robert Alban Francia \| + 7' 53" \| \| 6. Jean-René Bernaudeau Francia \| + 8' 59" \| \| 7. Sean Kelly Irlanda \| + 12' 09" \| \| 8. Marc Madiot Francia \| + 14' 55" \| \| 9. Phil Anderson Australia \| + 16' 56" \| \| 10. Henk Lubberding Holanda \| + 18' 55" \| \| 140 participantes, 88 clasificados \| \| |              |
| 1. Laurent Fignon Francia | 105h 07' 52" |
| 2. Ángel Arroyo España | + 4' 04"     |
| 3. Peter Winnen Holanda | + 4' 09"     |
| 4. Lucien Van Impe Bélgica | + 4' 16"     |
| 5. Robert Alban Francia | + 7' 53"     |
| 6. Jean-René Bernaudeau Francia | + 8' 59"     |
| 7. Sean Kelly Irlanda | + 12' 09"    |
| 8. Marc Madiot Francia | + 14' 55"    |
| 9. Phil Anderson Australia | + 16' 56"    |
| 10. Henk Lubberding Holanda | + 18' 55"    |
| 140 participantes, 88 clasificados |              |